# Taça Brasil de Basquete
La Taça Brasil de Basquete è stata la prima competizione nazionale di pallacanestro del Brasile. La competizione veniva organizzata e gestita dalla Confederaçao Brasileira de Basketball, la sua prima edizione risale al 1965, ma il torneo fu interrotto nel 1989, quando venne sostituito dal Campeonato Nacional de Basquete.
Tra il 1965 e il 1989, nessuna squadra vinse più titoli del Sírio, che si aggiudicò il torneo per sette volte. Alle sue spalle, Franca e Monte Líbano che conquistarono cinque titoli ciascuno.

## Storia
Fu il primo campionato nazionale ad essere disputato in Brasile, con la sua edizione inaugurale nel 1965, allora denominata Torneio Brasileiro de Clubes Campeões. In quell’anno fu messo in palio il Troféu Armando Albano, destinato ad essere assegnato definitivamente alla squadra che lo conquistasse.
Nel 1971 si svolse il Troféu Coronel Luiz Maciel Junior de Basquete, nella città di Franca (San Paolo), che fu riconosciuto ufficialmente dalla Confederação Brasileira de Basketball (CBB) come un campionato nazionale.
Nel 1981, si disputarono due diverse competizioni, ciascuna con un proprio campione, dando luogo a un'anomalia storica nella cronologia del torneo. La finale del campionato del 1983, invece, fu giocata solamente l’anno seguente, nel 1984.
In tre occasioni il torneo si è svolto a cavallo tra due anni: nel 1984-85, 1985-86 e 1988-89. Quest’ultima edizione segnò la fine della Taça Brasil, che fu sostituita definitivamente dal Campeonato Nacional de Basquete, aprendo così una nuova fase nella storia della pallacanestro brasiliana.
Durante gli anni in cui si disputò la Taça Brasil, le squadre dello stato di San Paolo dominarono quasi tutte le edizioni. Soltanto due volte il titolo non finì nelle mani dei club paulisti: nel 1967, quando il Botafogo (Rio de Janeiro) si laureò campione, e nel 1973, anno in cui il trofeo fu conquistato dal Vila Nova (Goais).

## Albo d'oro
| Stagione  | Squadra vincente      | Risultato                | Seconda classificata  |
| --------- | --------------------- | ------------------------ | --------------------- |
| 1965      | Corinthians Paulista  | 2–1                      | Vasco da Gama         |
| 1966      | Corinthians Paulista  | 76–62 (scontro diretto)  | Vasco da Gama         |
| 1967      | Botafogo              | Finale a quattro         | Corinthians Paulista  |
| 1968      | Sírio                 | Finale a sei             | Corinthians Paulista  |
| 1969      | Corinthians Paulista  | Finale a cinque          | Sírio                 |
| 1970      | Sírio                 | Finale a sei             | Corinthians Paulista  |
| 1971      | Franca                | Finale a quattro         | Sírio                 |
| 1972      | Sírio                 | Finale a sei             | Fluminense            |
| 1973      | Vila Nova             |                          | Trianon               |
| 1974      | Franca                | Finale a sei             | Vila Nova             |
| 1975      | Franca                |                          | Palmeiras             |
| 1976      | Campionato cancellato | Campionato cancellato    | Campionato cancellato |
| 1977      | Palmeiras             | 66–62 (scontro diretto)  | Flamengo              |
| 1978      | Sírio                 | 110–85 (scontro diretto) | Palmeiras             |
| 1979      | Sírio                 | 87–86 (scontro diretto)  | Franca                |
| 1980      | Franca                | 87–67 (scontro diretto)  | Vasco da Gama         |
| 1981 (I)  | São José              | 74–72 (scontro diretto)  | Franca                |
| 1981 (II) | Franca                | Finale a quattro         | Sírio                 |
| 1982      | Monte Líbano          | Finale a quattro         | Franca                |
| 1983      | Sírio                 | Finale a quattro         | Corinthians Paulista  |
| 1984-1985 | Monte Líbano          | Finale a quattro         | Flamengo              |
| 1985-1986 | Monte Líbano          | Finale a quattro         | Corinthians Paulista  |
| 1986      | Monte Líbano          | Finale a quattro         | Franca                |
| 1987      | Monte Líbano          | Finale a quattro         | Sírio                 |
| 1988-1989 | Sírio                 | Finale a sei             | Franca                |

## Titoli per squadra
| Squadra              | Campionati vinti | Stagione vinta                              | Seconda classificata | Stagione seconda classificata       |
| -------------------- | ---------------- | ------------------------------------------- | -------------------- | ----------------------------------- |
| Sírio                | 7                | 1968, 1970, 1972, 1978, 1979, 1983, 1988–89 | 4                    | 1969, 1971, 1981 (II), 1987         |
| Monte Líbano         | 5                | 1982, 1984–85, 1985–86, 1986, 1987          | 0                    |                                     |
| Franca               | 5                | 1971, 1974, 1975, 1980, 1981 (II)           | 5                    | 1979, 1981 (I), 1982, 1986, 1988–89 |
| Corinthians Paulista | 3                | 1965, 1966, 1969                            | 5                    | 1967, 1968, 1970, 1983, 1985–86     |
| São José             | 1                | 1981 (I)                                    | 0                    |                                     |
| Palmeiras            | 1                | 1977                                        | 2                    | 1975, 1978                          |
| Vila Nova            | 1                | 1973                                        | 1                    | 1974                                |
| Botafogo             | 1                | 1967                                        | 0                    |                                     |
| Vasco da Gama        | 0                |                                             | 3                    | 1965, 1966, 1980                    |
| Flamengo             | 0                |                                             | 2                    | 1977, 1984–85                       |
| Trianon              | 0                |                                             | 1                    | 1973                                |
| Fluminense           | 0                |                                             | 1                    | 1972                                |